# 交通銀行
交通銀行（こうつうぎんこう、英: Bank of Communications Co., Ltd.）は、八行五保の一つである。1908年に設立された。現在の本社は上海・浦東新区（銀城中路188号）。2004年にHSBCが資本の19.9パーセントを取得した。2005年には上海証券取引所、2007年には香港証券取引所に上場されている。ゴールド・フィックスに参加している。中華人民共和国の交通銀行は、同国の五大銀行のひとつになっている。
2012年7月16日、中国銀行に続き、中華民国（台湾）の台北に支店を開設した。満洲国首相の鄭孝胥が題字を書き現在も使われている。
日本国内では、東京都中央区日本橋に東京支店が置かれている。

## 沿革
1906年に当時の清朝が、郵便・電信・交通事業を管轄する郵電部を設置。これを受けて郵電部尚書の陳璧が、交通・電信関連の為替や現金収受や国庫の収支の管理及び小切手の発行等の業務を行う銀行設置を建議した。翌年に梁士詒が京漢線をベルギーの企業から取り戻すために設立を提案した。1908年3月4日、交通銀行が北京で設立され、同行は鉄道の買い戻しに必要な資金の半分以上を提供した。ベルギーの企業とは中国鉄道研究会社Société d'Etude de Chemins de Fer en Chine のことであった。この企業は1897年3月にパリバとベルギー総合会社が筆頭株主となって資本金25万フランで設立していた。
その後の辛亥革命で交通銀行は中華民国北京政府の所轄となるが、北伐終了後の1928年に一般商業銀行へ転換し、本店は上海市外灘14号に移転。1935年には法幣を発行する4銀行の一つとなり、国共内戦に至るまでその地位を維持した。

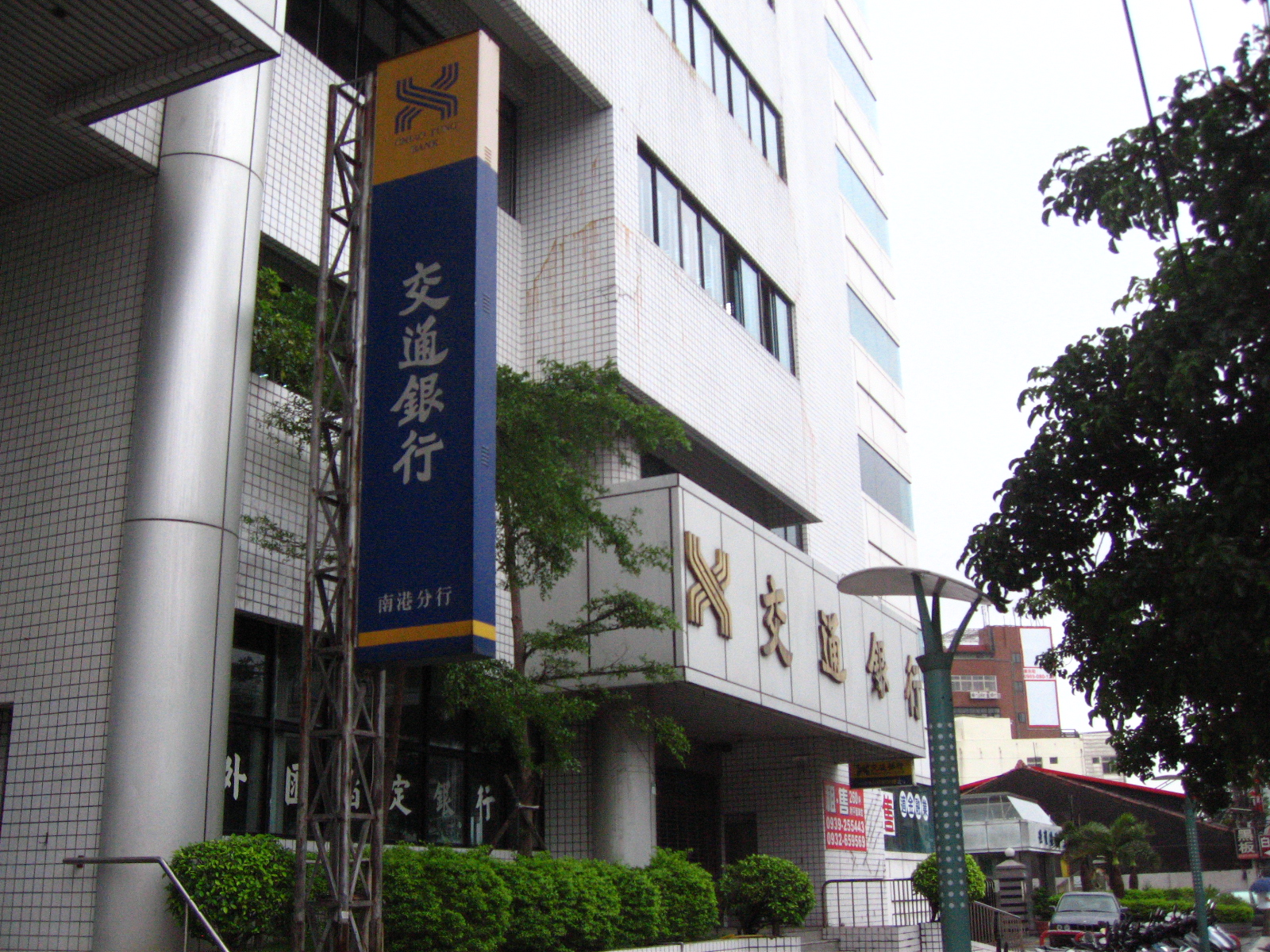
旧交通銀行南港分行（台北市）

1949年、中華民国政府が台湾に移転したのに伴い、交通銀行も移転したとされている。ただし、交通銀行は中華人民共和国側にもそのまま存在しており、中華人民共和国の交通銀行は後身であり、中華民国の交通銀行は新設の銀行という見方のほうが正しい（国民政府は中国大陸で休止していた営業を、台湾で再開したものであるという主張をしている）。中華人民共和国側では、1951年に本社を北京へ移転したのち、1987年に再び上海へ本社を移転した。
2006年8月21日、中華民国側の交通銀行は中国国際商業銀行と合併し、消滅した。旧交通銀行の台湾本店は中正区忠孝東路2段123号にあって、現在はさらに合併後の兆豊国際商業銀行の本店営業部となっている。

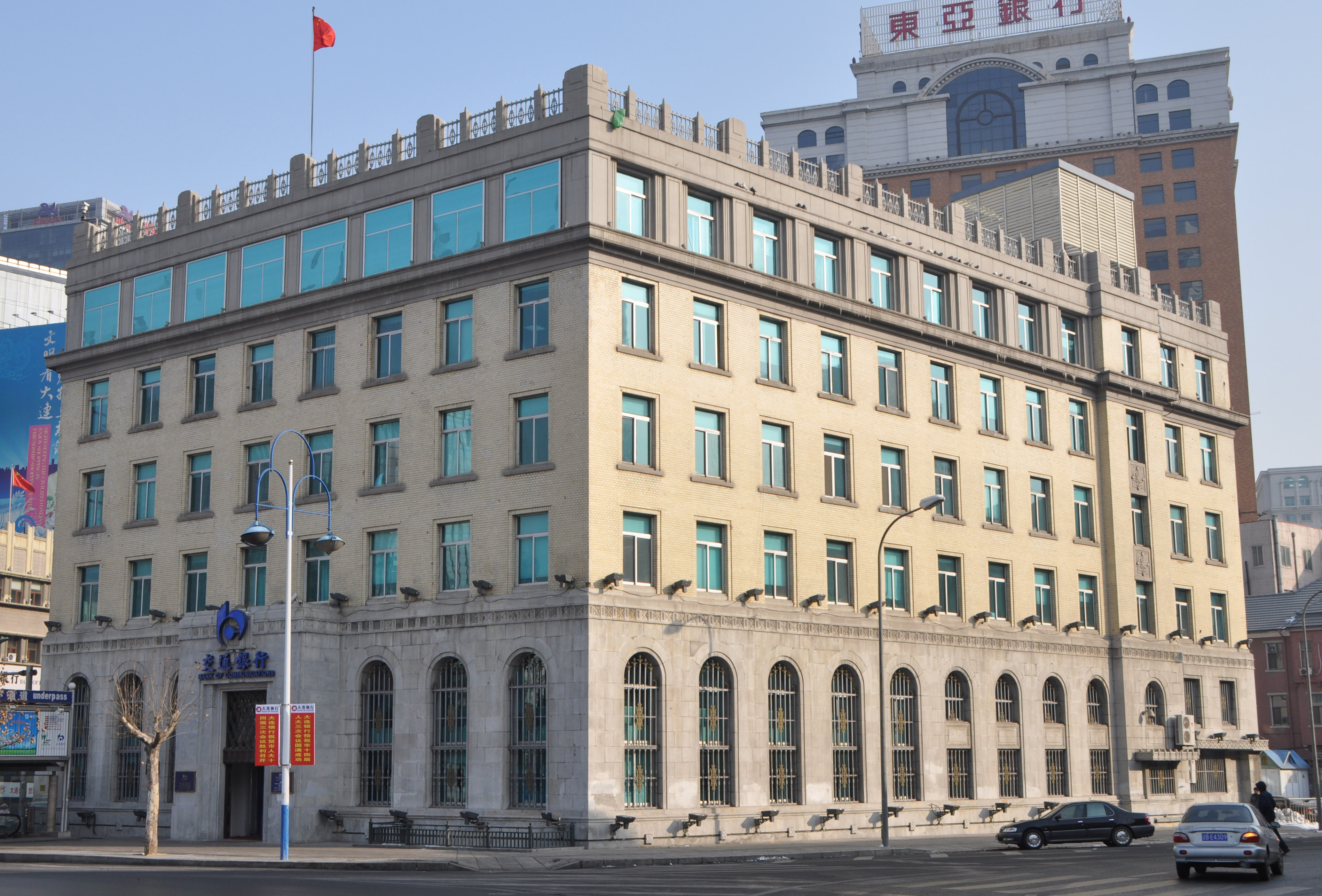
交通銀行大連市分行（旧東洋拓殖大連支店）